# Duvan Canga
Duvan Canga es un deportista ecuatoriano que compitió en taekwondo. Ganó una medalla de plata en el Campeonato Mundial de Taekwondo de 1982, en la categoría de –73 kg.

## Palmarés internacional
| Campeonato Mundial | Campeonato Mundial  | Campeonato Mundial | Campeonato Mundial |
| Año                | Lugar               | Medalla            | Categoría          |
| ------------------ | ------------------- | ------------------ | ------------------ |
| 1982               | Guayaquil (Ecuador) | Medalla de plata   | –73 kg             |